# Arend Dickmann
Arend Dickmann, właściwie Arend Dijckman (ur. 1572 w Delfcie, zm. 28 listopada 1627 koło Gdańska) – admirał polskiej floty wojennej, zwycięzca w bitwie pod Oliwą.

## Działalność we flocie handlowej
Arendt Dickmann był Holendrem, urodził się w 1572 roku w Delfcie. Od 1608 roku mieszkał w Gdańsku, gdzie był kapitanem i armatorem statku handlowego transportującego zboże i drewno dębowe. Należał do Związku Gdańskich Kapitanów Morskich.

## Służba wojskowa
W 1626 roku, podczas wojny polsko–szwedzkiej, wstąpił na służbę polskiego króla Zygmunta III Wazy. Przed bitwą pod Oliwą, 24 listopada 1627 roku został wyznaczony na stanowisko admirała (głównodowodzącego) polskiej floty biorącej udział w bitwie, na galeonie "Święty Jerzy". W czasie bitwy, 28 listopada 1627, będąc na pokładzie zdobytego już szwedzkiego galeonu "Tigern", poniósł śmierć na skutek trafienia w nogi przypadkową kulą artyleryjską (wystrzeloną prawdopodobnie z "Pelikanena" lub omyłkowo z "Latającego Jelenia").

## Pogrzeb
Uroczysty pogrzeb na koszt króla miał miejsce 2 grudnia w Gdańsku, w kościele Mariackim. Przed trumną pędzono 33 pary powiązanych jeńców szwedzkich. Trumnie towarzyszyła kompania honorowa piechoty morskiej, królewscy komisarze i rada miasta. Trumnę z ciałem admirała – jak ustalili w 2006 r. dzięki badaniom archiwalnym Stanisława Flis i Jakub Szczepański – złożono przy północnej ścianie prezbiterium w krypcie nr 238, koło kaplicy Ścięcia św. Jana.

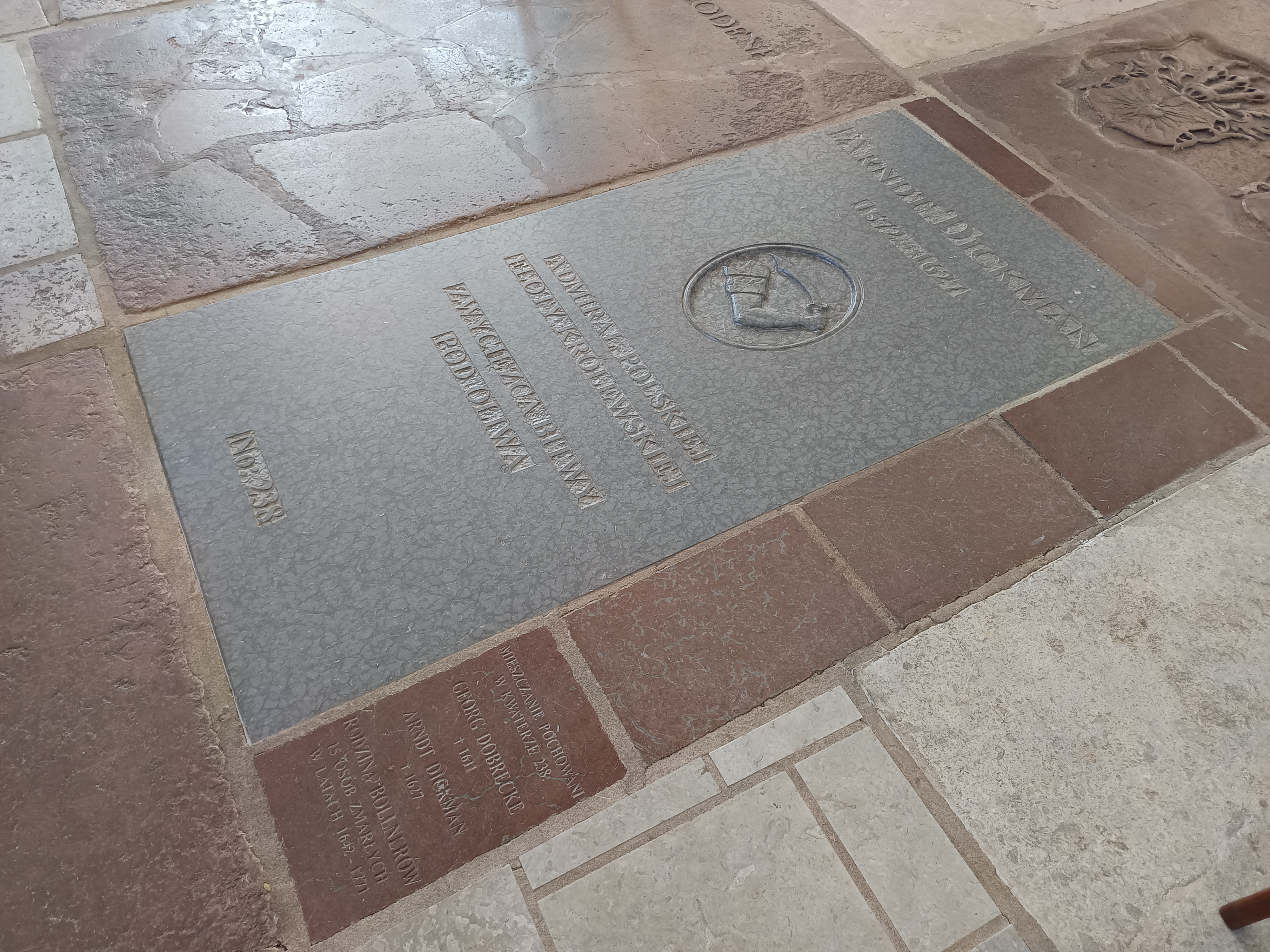
Płyta nagrobna admirała Arenda Dickmanna w Bazylice Mariackiej w Gdańsku (z 2007 r.).

2 grudnia 2007 r. ks. Stanisław Bogdanowicz, proboszcz Bazyliki Mariackiej, poświęcił nową płytę nagrobną umieszczoną nad kryptą ze szczątkami Dickmanna, wykonaną dzięki pomocy finansowej Akademii Marynarki Wojennej w Gdyni, Akademii Obrony Narodowej w Warszawie i Ministerstwa Gospodarki Morskiej. 

## Upamiętnienie

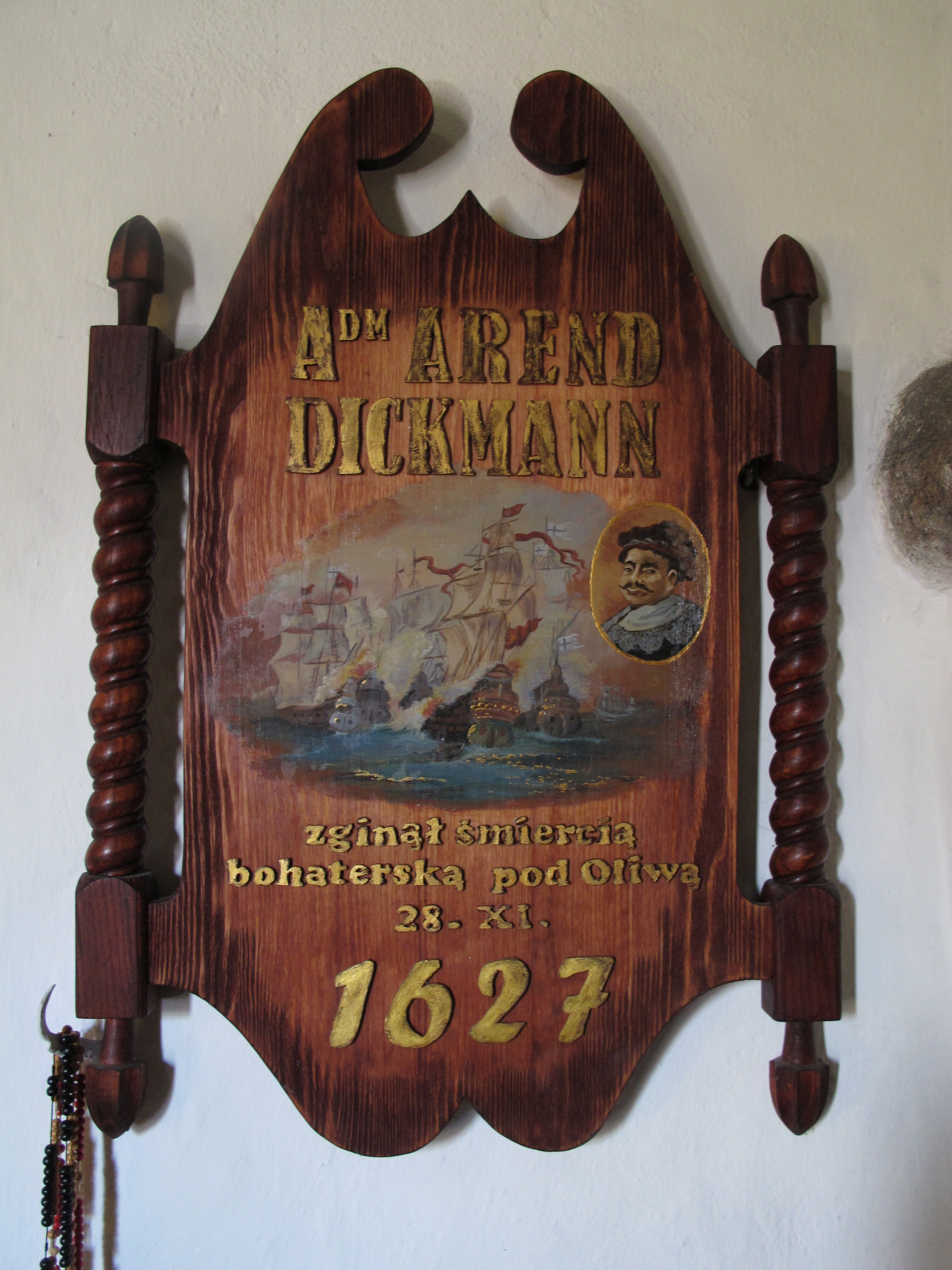
Epitafium w kościele św. Michała Archanioła w Gdyni-Oksywiu

- Nazwę "Admirał Dickmann" nosił w okresie międzywojennym jeden z okrętów polskiej Flotylli Rzecznej Marynarki Wojennej[7].
- 25 maja 2007 roku imię "Admirała Arendta Dickmana" i nazwę wyróżniającą "Oliwski" otrzymał 6 Ośrodek Radioelektroniczny w Gdyni.
- Nazwę Dickmanna otrzymały ulice w Gdyni Oksywiu oraz Gdańsku Oliwie.
- W kruchcie kościoła św. Michała Archanioła w Gdyni-Oksywiu znajduje się epitafium Arenda Dickmanna.
- Postaci Dickmanna pisarz Jacek Komuda poświęcił dylogię Galeony Wojny wydaną nakładem Fabryki Słów w 2008 roku.
- Admirał jest także bohaterem utworu Oliwska Szanta wykonywanego przez zespół Cztery Refy.
- Na terenie Oliwy działa drużyna harcerska jego imienia (17 Oliwska Drużyna Harcerska im. Arenda Dickmanna).
- Jest patronem dzwonu e3 carillonu Ratusza Głównego Miasta w Gdańsku[8].